# Congregazione religiosa (diritto francese)
Nel diritto francese, una congregazione religiosa è un gruppo di persone che vivono in forma comunitaria per motivi religiosi. L'espressione è derivata dal vocabolario della Chiesa cattolica, ma può applicarsi a qualsiasi religione o denominazione.

## Storia
La Commission des réguliers (attiva dal 1766 al 1780), istituita su richiesta del re Luigi XV per arginare gli abusi del clero regolare ed esaminare la situazione finanziaria degli istituti monastici privi di risorse adeguate, rappresentò il primo tentativo dell'ancien regime di riformare le congregazioni religiose. L'Assemblea nazionale costituente, con decreto del 13 febbraio 1790, bandì i voti monastici e soppresse gli ordini religiosi regolari. L'Assemblea nazionale legislativa, con decreto del 18 agosto 1792, abolì le congregazioni secolari che svolgevano prevalentemente attività didattiche e ospitaliere, soppressione confermata dall’articolo 11 della legge del 18 Germinale dell’anno X (8 aprile 1802).
I decreti del 3 Messidoro dell’Anno XII (22 giugno 1804) stabilirono lo scioglimento di alcune congregazioni e che «nessuna aggregazione o associazione di uomini o di donne può essere costituita in futuro, con il pretesto della religione, a meno che non sia stata formalmente autorizzata da un decreto imperiale».
Durante la Restaurazione del 1814 la legislazione rimase alquanto restrittiva, pur essendo il regime in linea di principio favorevole alla religione cattolica. La legge dei 2 gennaio 1817 impose il riconoscimento delle congregazioni esistenti per mezzo di una legge e le autorizzava ad acquistare beni immobili nonché a ricevere donazioni e lasciti. La legge dei 24 maggio 1825 sulle congregazioni femminili consentiva la costituzione di nuove congregazioni con legge, mentre legittimava le comunità preesistenti con semplice ordinanza regia.
Durante la Terza Repubblica francese il movimento anticlericale attaccò con vigore le congregazioni. Su proposta del Ministro della Pubblica Istruzione Jules Ferry, il presidente del Consiglio Charles de Freycinet promulgò due decreti, il primo per espellere i Gesuiti dalla Francia e il secondo per imporre alle altre congregazioni non autorizzate di conformarsi alla legge entro un termine di tre mesi, a pena dello scioglimento e della dispersione. 
Trascorso tale breve termine, furono espulse le congregazioni non autorizzate (francescani, domenicani, assunzionisti, ecc.).

### La legge del 1901
Il testo istitutivo è la Legge sulla libertà di associazione del 1901. Le congregazioni sono qualificate all’interno di un regime eccezionale descritto nel Titolo III della legge:
- «Nessuna congregazione religiosa può essere costituita senza l'autorizzazione data da una legge che ne determini le condizioni di funzionamento. Non è possibile fondare alcun nuovo insediamento se non in forza di un decreto del Consiglio di Stato. Lo scioglimento della Congregazione o la chiusura di qualsiasi insediamento può essere deliberata mediante decreto del Consiglio dei ministri». (art.13) L’autorizzazione non è obbligatoria soltanto per il riconoscimento della personalità giuridica, ma anche per il semplice diritto ad esistere[4];
- «Ai membri di una congregazione non autorizzata è vietato insegnare o dirigere un istituto di istruzione» (art.14);
- «L'elenco dei membri, i conti e l'inventario della congregazione sono a disposizione del prefetto» (art.15);
- «Qualsiasi congregazione formata senza autorizzazione sarà dichiarata illecita…» (art.16), (“delitto di congregazione”);
- «Le congregazioni preesistenti al tempo della presente legge, che non siano state ancora preventivamente autorizzate o riconosciute, devono, entro tre mesi, dimostrare di aver provveduto all'osservanza di tali prescrizioni. In mancanza di tale giustificazione, si intenderanno sciolte a norma di legge; la medesima disposizione vale per le congregazioni alle quali sarà stata rifiutata l'autorizzazione…» (art.18).

La legge del 1º luglio fu seguita da un decreto ministeriale relativo alle modalità di formulazione delle domande di autorizzazione. La domanda deve essere corredata dalla copia degli statuti o delle costituzioni delle congregazioni, nonché dall’elenco dei membri e dall'inventario dei beni (art. 2). Inoltre, gli statuti devono contenere l'impegno a sottoporsi alla giurisdizione dell'Ordinario del luogo (art. 3). Infine, questi statuti devono essere espressamente approvati dal Vescovo delle singole diocesi ove esistano insediamenti della Congregazione (art. 4).

### Attuazione
Su richiesta del governo di Émile Combes,  i deputati rigettarono quasi tutte le richieste di autorizzazione o conferma avanzate dalle congregazioni. In combinato alla legge 7 luglio 1904, che soppresse le congregazioni educative, incluse quelle precedentemente autorizzate, le congregazioni emigrarono spontaneamente o furono espulse dalla Francia.

### Evoluzione
A seguito della Liberazione del 1940, furono approvate la legge del 3 settembre 1940 e dell'8 aprile 1942 che abrogarono la legge 7 luglio 1904 e ammorbidirono le disposizioni del titolo III della legge 1º luglio 1901, modificando l'articolo 13 e abrogando gli articoli 14 e 16. Secondo il nuovo dettato, la fondazione di una congregazione non fu più subordinata ad un'autorizzazione a livello di legge, ma a quella di un decreto preso dopo l'assenso del Consiglio di Stato:
La reconnaissance légale pourra être accordée à tout nouvel établissement congréganiste en vertu d'un décret en Conseil d'État.
La dissolution de la congrégation ou la suppression de tout établissement ne peut être prononcée que par décret sur avis conforme du Conseil d'État.»
Il riconoscimento giuridico può essere concesso a qualsiasi nuovo istituto congregazionale in virtù di un decreto del Consiglio di Stato.
Lo scioglimento della congregazione o la soppressione di qualsiasi istituto possono essere pronunciati solo mediante decreto, previa autorizzazione del Consiglio di Stato.»
(Articolo 13 della legge 1º luglio 1901 (testo coordinato in vigore nel 2010).)
Il riconoscimento giuridico delle congregazioni contempla una forte regolazione statuale delle costituzioni e degli statuti. Ad esempio, il Consiglio di Stato continua a vietare alle congregazioni di menzionare negli statuti da allegarsi alla domanda di riconoscimento i voti "solenni", "perpetui" o "definitivi" dei loro membri. Una volta costituite, le congregazioni subiscono un rigoroso controllo da parte delle autorità pubbliche sul loro funzionamento. Tali vincoli costituiscono un'ingerenza da parte dello Stato nella libertà di culto dei religiosi, che si esplica attraverso l'autonomia organizzativa e la libertà di associazione.
Le associazioni che rifiutano il regime del riconoscimento legale possono qualificarsi come "associazioni di fatto". Ne è un esempio la Congregazione di Solesmes. Le associazioni di fatto sono prive della personalità giuridica e pertanto non possono firmare alcun contratto a nome dell'abbazia, né possedere edifici propri, né ricevere donazioni o lasciti, aprire un conto in banca, ottenere un libretto al portatore, ecc.
Originariamente destinate alle comunità cattoliche, i testi legislativi sulle congregazioni trovarono applicazione anche nei confronti delle comunità protestanti, ortodosse, ecumeniche e buddiste.
Secondo l'Union bouddhiste de France, in Francia tredici organizzazioni buddiste sono riconosciute come congregazioni religiose.

## Critiche
Nel gennaio 2018 il periodico ‘’Revue du droit public et de la science politique en France et à l'étranger’’ (Rassegna di diritto pubblico e scienze politiche in Francia e all'estero) ha pubblicato l’articolo dottrinale dal titolo ‘’ De la convenzionalité du régime français des congrégations’’, firmato da Vincent Cador e Grégor Puppinck (avvocato e attivista cattolico). Il testo si concludeva con la proposta di addolcire la legislazione francese, prevenendo una possibile condanna da parte della Corte europea dei diritti dell'uomo (CEDU).
In primo luogo, gli autori evidenziano che la legislazione francese sulle congregazioni rappresenta un'ingerenza nei diritti alla libertà di religione e alla libertà di associazione. A differenza delle associazioni dei paesi di common law che sono vincolate ad una semplice dichiarazione, per le congregazioni di diritto francese il conferimento della personalità giuridica è soggetto ad un decreto, approvato previo assenso del Consiglio di Stato.
Più nello specifico, gli autori si interrogano sulla compatibilità di tali disposizioni con gli articoli 9 e 11 della Convenzione europea. Sottoponendo le congregazioni a un simile regime derogatorio, il governo francese sembra ritenere che esse stesse costituiscano una minaccia per la sicurezza pubblica, l'ordine pubblico, la salute e la morale o per i diritti e le libertà altrui. Le restrizioni sembrano derivare più dalle posizioni anticlericali dei governi del primo Novecento che dal reale perseguimento di scopi legittimi.
Infine, ammesso e non concesso che perseguano scopi legittimi, gli autori dimostrano che tale regime non sarebbe “necessario in una società democratica”. Il carattere derogatorio e vincolante del regime congregazionale rappresenterebbe una discriminazione basata sulla religione, in violazione dell'articolo 14 della Convenzione europea dei diritti dell'uomo.